# Volkersheim (Ehingen (Donau))
Volkersheim – część niemieckiego miasta Ehingen (Donau), w kraju związkowym Badenia-Wirtembergia, w Alb-Donau-Kreis. 31 grudnia 2024 zamieszkiwało ją 250 mieszkańców.

## Historia
Pierwsza wzmianka o miejscowości pochodzi z roku 1245, należała wówczas do grafów Berg i grafów Wartstein. Z 1411 roku pochodzi wzmianka o zamku, wtedy wówczas należąca do grafów Gundelfingen wieś została sprzedana szpitalowi św. Ducha w Biberach. W II połowie XVIII wieku wzniesiono kaplicę św. Wendelina. W 1803 roku miejscowość włączono w granice Badenii, a trzy lata później – Królestwa Wirtembergii. W 1938 włączono ją do powiatu Ehingen (niem. Landkreis Ehingen), a 1 stycznia 1973 włączono ją w granice Ehingen (Donau) jako Ortsteil.